# Christoff Bryan
Christoff Bryan (Jamaica, 26 de abril de 1996) es un atleta jamaicano especializado en la prueba de salto de altura, en la que consiguió ser medallista de bronce mundial juvenil en 2013.

## Carrera deportiva
En el Campeonato Mundial Juvenil de Atletismo de 2013 ganó la medalla de bronce en el salto de altura, con un salto de altura por encima de 2.16 metros, tras el surcoreano Woo Sang-Hyuk (oro con 2.20 metros) y el chino Bai Jiaxu (plata con 2.18 metros).